# 柳叶紫金牛
柳叶紫金牛（学名：Ardisia hypargyrea），为报春花科紫金牛属下的一个植物种。